# Огненная тетра
Огненная тетра, или пламенная тетра, или тетра-фон-рио (лат. Hyphessobrycon flammeus) — вид тропических пресноводных лучепёрых рыб из семейства харациновых отряда харацинообразных. Популярная аквариумная рыба.

## Описание
Длина тела до 2,5 см, в аквариумах вырастает до 4 см.
Обитает в Южной Америке: на юго-востоке Бразилии в штате Рио-де-Жанейро в прибрежных реках с температурой воды +22…+28 °C, pH 5,8—7,8 и жёсткостью воды 5—25 °dH. Бентопелагическая рыба.
Питается червями, мелкими ракообразными и растительностью. В аквариумах самки откладывают от 200 до 300 икринок, выклев через 2—3 дня.
|  |  |